# Neuland unterm Pflug

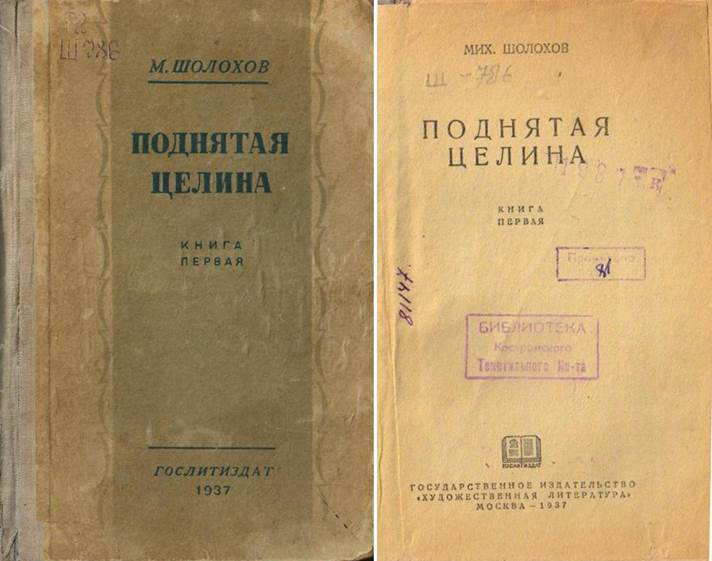
Ausgabe von 1937

Neuland unterm Pflug (russisch Поднятая целина, deutsche Transkription Podnjataja zelina) ist ein Roman des sowjetischen Schriftstellers Michail Scholochow. Der erste Teil wurde 1932 erstmals gedruckt, der zweite Teil 1959/60. Die Erstausgabe des Romans (erster Teil) erschien 1934 in Moskau, 1952 wurde die umgearbeitete Fassung veröffentlicht. Die Gesamtausgabe erschien 1961 in Leningrad. Scholochow erhielt für das Werk 1960 den Leninpreis.
Die erste deutsche Übersetzung besorgten 1934 Boris Krotkow und Georg Stephan Stoessler, 1952 erschien eine Neubearbeitung von Nelly Held (Nelly Drechsler). Den Gesamtroman übertrug Juri Elperin 1961 ins Deutsche; Eduard Suslik wählte für seine Übersetzung von 1966 den Titel Ernte am Don.

## Einordnung
Der Roman entstand zwischen 1932 und 1959. Im Vergleich zu Scholochows Hauptwerk Der stille Don wird die politische und moralische Rechtschaffenheit der Bolschewisten kaum in Zweifel gezogen. Die Erzählhaltung ist von der Überzeugung geprägt, dass die Kollektivierung eine historische Notwendigkeit darstellt.

## Inhalt
Die zentrale Figur des Romans ist der Leningrader Arbeiter Semjon Dawydow, der 1930 als Teil des „Aufgebots der Fünfundzwanzigtausend“ in das Dorf Gremjatschi Log im Dongebiet geschickt wird, um dort die Kollektivierung der Landwirtschaft voranzutreiben.
Einige der Dorfbewohner haben im Bürgerkrieg auf der Seite der Weißen gekämpft, andere in der Roten Armee. In der Genossenschaft für gemeinsame Bodenbearbeitung haben sich bisher nur die achtzehn ärmsten Bauernhöfe des Dorfes zusammengetan. Zusammen mit dem Parteisekretär Makar Nagulnow und dem Vorsitzenden des Dorfsowjets Andrei Rasmjotnow organisiert Dawydow die Enteignung und Deportation der als Kulaken klassifizierten wohlhabenden Bauern („Entkulakisierung“) sowie die Gründung einer Kolchose.
Während das Vorgehen gegen die Kulaken die Unterstützung der ärmeren Dorfbewohner findet, führt die Gründung der Kolchose zu verschiedenen Konflikten zwischen der bolschewistischen Obrigkeit und der Dorfbevölkerung. Auch zwischen Dawydow und Nagulnow brechen Konflikte auf: Dawydow will die Bauern eher durch Überzeugung gewinnen, Nagulnow hingegen setzt darauf, sie mit Drohungen und Gewalt in den Kolchos zu zwingen.
Ab dem Frühjahr 1930 setzte die Kommunistische Partei unter Josef Stalin auf eine weniger repressive Kollektivierungspolitik.
Auch Nagulnow sieht ein, dass er zu viel Druck auf die Bauern ausgeübt hat. Mit der Zeit etabliert sich der Kolchos und die meisten Bauern finden sich in die neue Wirtschaftsweise ein. Nicht so der Wirtschaftsführer des Kolchos, der ehemalige Mittelbauer Jakow Ostrownow: Insgeheim hasst er die Sowjetmacht und versteckt in seinem Haus zwei ehemalige weißgardistische Offiziere, die in einen ganz Südrussland umfassenden militärischen Aufstandsplan gegen die Kommunisten einbezogen sind. Am Ende werden die Verschwörer entdeckt und ihre Organisation zerschlagen. Dawydow und Nagulnow sterben bei dem Versuch, die Offiziere zu stellen.

## Oper
Der Roman war Grundlage einer Oper von Iwan Dserschinski, die am 23. Oktober 1937 uraufgeführt wurde.

## Verfilmung
- Поднятая целина (Podnjataja zelina, 1939) sowjetische Verfilmung des ersten Buches, Regie: Juli Raisman
- Поднятая целина (Podnjataja zelina, 1959/61, deutsch 1963 unter dem Titel „Neuland unterm Pflug“) dreiteilige sowjetische Verfilmung, Regie: Alexander Iwanow[3]